# Paolo Piadeni
Paolo Piadeni (Lecco, 1901 – Como, 1996) è stato un imprenditore e politico italiano.

## Biografia
Paolo Piadeni nasce da una storica famiglia di commercianti comaschi. Primo di 12 fratelli, terminati gli studi con il diploma di ragioneria, alla morte del padre si occupa delle attività commerciali della famiglia.
Fonda varie attività nel settore della produzione e commercializzazione di prodotti di profumeria e parafarmacia, tra cui le aziende Naka, Sapeas e Fragrans.
Autiere, alla fine della seconda guerra mondiale fa parte del Comitato di liberazione nazionale che si occuperà della gestione della città nel dopoguerra. Dal 1952 al 1956 assume la carica di sindaco di Como nelle file della Democrazia Cristiana. Avvia numerose opere di ristrutturazione e ammodernamento della città.
Insignito delle onorificenze di Cavaliere del lavoro e di Commendatore della Repubblica, continua il suo lavoro di commerciante fino alla scomparsa, avvenuta alla età di 95 anni.